# Zonder titel (Henk Duijn)
In de Avercampstraat in Amsterdam-Zuid staat een titelloos tweedelig artistiek kunstwerk van kunstenaar Henk Duijn.
Het kunstwerk werd in 1996 geplaatst als een soort toegang tot de genoemde straat. De twee kleine zuilen kwamen tot stand in samenwerking met kinderen uit de buurt, gevonden via Buurthuis De Pijp. Iedere zuil staat op een grijze betonnen sokkel in de vorm van een afgetopte piramide. Daarboven staat een grof betonnen driekantige gekleurde pilaar waarin tableaus met afbeeldingen verwerkt zijn. De verf spoelde in de jaren na aanbreng deels over de sokkels heen. Beide sokkels zijn voorzien van plaquettes met de namen van de “kunstenaars”. 
De zuilen stonden eerst op een verhoging in de straat, later in een perkje.

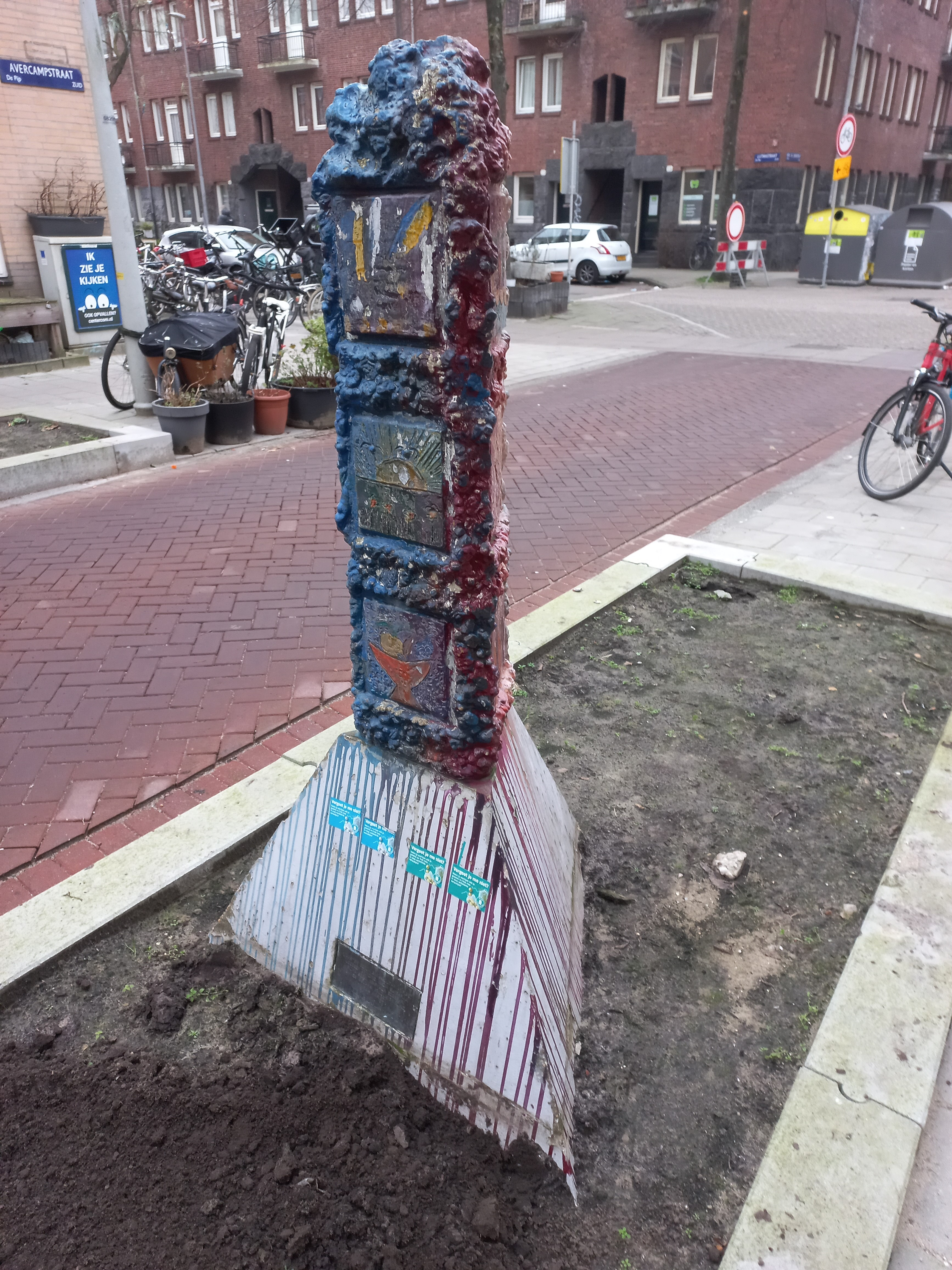
Oostelijke zuil (januari 2022)